# Федеральная нотариальная палата
Федеральная нотариальная палата (ФНП) — нотариальная палата Российской Федерации — некоммерческая организация, основанная на принципах самоуправления, саморегулирования и самофинансирования. 
Палата объединяет всех нотариусов России посредством обязательного коллективного членства в ней нотариальных палат субъектов РФ. Нотариальные палаты субъектов РФ, в свою очередь, основаны на обязательном членстве в них всех нотариусов, занимающихся частной практикой на территории того или иного региона.

## История
Федеральная нотариальная палата создана в соответствии с Основами законодательства Российской Федерации о нотариате на учредительной конференции полномочных представителей нотариальных палат субъектов РФ, которая состоялась в Москве 22 сентября 1993 г.
Первыми членами ФНП стали уже созданные к этому моменту 19 нотариальных палат, в том числе нотариальные палаты Москвы, Санкт-Петербурга, Московской, Нижегородской, Калининградской, Саратовской областей. Годом позднее в состав ФНП вошли уже 42 региональные палаты, созданные за этот период. К концу 1995 года — 71 палата. На 2021 год членами ФНП являются 84 нотариальные палаты.
Президентом Федеральной нотариальной палаты c 1996 по 2001 гг. был Анатолий Иванович Тихенко, который внес вклад в создание и становление ФНП. За время его пребывания в должности президента ФНП из простой некоммерческой организации превратилась в первую и на тот момент единственную саморегулируемую организацию, способную реализовывать государственные функции. До момента гибели в феврале 2001 года А. И. Тихенко оставался последовательным проводником идеи независимого, небюджетного нотариата, как публично правового, правозащитного и правоприменительного института, стоящего на защите прав и законных интересов граждан и юридических лиц.
Последующее руководство Палаты последовало заложенным Тихенко принципам, подтверждением чему стало принятие Общим собранием полномочных представителей нотариальных палат субъектов РФ ряда внутренних нормативных актов, подтверждающих высокий статус российского нотариата и ведущую роль Федеральной нотариальной палаты в организации нотариальной деятельности. Так в 2002 году были приняты Примерный устав нотариальной палаты субъекта Российской Федерации и Профессиональный кодекс нотариусов Российской Федерации, исполнение которых стало обязательным для всех нотариальных палат и нотариусов России.
В дальнейшем организационная структура Федеральной нотариальной палаты стала примером для других правовых институтов, в частности, для адвокатского сообщества, арбитражных управляющих, оценщиков и др.

## Полномочия и деятельность
ФНП осуществляет свою деятельность в соответствии с Конституцией РФ, Гражданским кодексом РФ, Основами законодательства РФ о нотариате, Федеральным законом «О некоммерческих организациях», другими правовыми актами органов государственной власти, международными договорами, Уставом ФНП, а также Кодексом профессиональной этики нотариусов в Российской Федерации.
Федеральная нотариальная палата:
- координирует деятельность нотариальных палат;
- представляет интересы нотариальных палат в государственных органах и других организациях;
- обеспечивает защиту социальных и профессиональных прав нотариусов, занимающихся частной практикой;
- участвует в проведении экспертиз законопроектов по вопросам, связанным с нотариальной деятельностью;
- обеспечивает повышение квалификации нотариусов, их помощников и стажеров;
- организует страхование нотариальной деятельности;
- представляет интересы нотариальных палат в международных организациях;
- осуществляет иные, в том числе контрольные, полномочия.[2][11]

Полномочия ФНП определены Законодательством Российской Федерации и Уставом. Устав Федеральной нотариальной палаты принимается собранием представителей всех региональных нотариальных палат, входящих в её состав, и регистрируется Министерством юстиции Российской Федерации. Изменения и дополнения в устав вносятся исключительно собранием представителей нотариальных палат, если за них проголосовало не менее двух третей представителей.
Федеральная нотариальная палата оказывает содействие нотариусам, которые являются членами региональных нотариальных палат, в части юридической, социальной и материальной защиты их профессиональных прав, улучшении условий труда, а также в других вопросах, связанные с их деятельностью.
Бюджет Федеральной нотариальной палаты образуется за счет членских взносов, которые уплачивает каждая нотариальная палата субъектов РФ.
ФНП является членом Международного союза нотариата, объединяющего нотариаты 75 государств.
Федеральная нотариальная палата может быть ликвидирована только по решению собрания представителей региональных нотариальных палат. Оставшиеся после ликвидации палаты имущество и средства направляются на цели, предусмотренные её уставом.

## Структура

### Президент
Высшей исполнительной властью в Федеральной нотариальной палате обладает президент. На должность президента ФНП может быть выдвинут нотариус, занимающийся частной практикой, со стажем работы нотариусом не менее пяти лет, имеющий опыт работы президентом или вице-президентом нотариальной палаты не менее одного срока. Президент руководит работой Правления ФНП, представляет интересы нотариального сообщества в международных организациях, в том числе в Международном союзе нотариата, органах государственной власти Российской Федерации, хозяйственных и общественных структурах, а также ведет официальную переписку от имени палаты Федеральной нотариальной палаты.
Президент ФНП избирается Собранием представителей нотариальных палат из числа нотариусов, занимающихся частной практикой, сроком на семь лет. О результатах своей работы и работы правления он отчитывается перед Собранием полномочных представителей нотариальных палат субъектов РФ.

### Правление
Правление Федеральной нотариальной палаты является постоянно действующим руководящим коллегиальным органом управления деятельностью Федеральной нотариальной палаты в период между Собраниями представителей нотариальных палат субъектов Российской Федерации.
К компетенции правления Федеральной палаты относятся:
- созыв Собрания полномочных представителей нотариальных палат субъектов РФ;
- подготовка вопросов, выносимых на рассмотрение собрания;
- определение конкретных путей реализации требований Устава;
- организация выполнения решений собрания и требований Устава;
- разработка предложений о внесении изменений и дополнений в Устав Федеральной нотариальной палаты;
- образование комиссий, секций и других структурных подразделений Федеральной нотариальной палаты;
- подготовка материалов по вопросам, отнесенным к компетенции собрания;
- повышение профессионального уровня и квалификации нотариусов, занимающихся частной практикой;
- проведение проверок деятельности нотариусов, занимающихся частной практикой;
- осуществление взаимодействия с Министерством юстиции Российской Федерации, Федеральной регистрационной службой и региональными органами юстиции в решении вопросов организации нотариальной деятельности;
- организация взаимодействия с международными организациями нотариусов;
- осуществление кураторских функций в отношении нотариальных палат субъектов РФ.[17]

### Собрание представителей нотариальных палат субъектов РФ
Высшим органом Федеральной нотариальной палаты является Собрание полномочных представителей нотариальных палат субъектов Российской Федерации. Обычно оно созывается не реже одного раза в год, однако при необходимости для решения особо важных и актуальных вопросов деятельности нотариального сообщества могут проводиться и внеочередные собрания. Решения Собрания правомочны, если в его работе приняли участие полномочные представители не менее двух третей нотариальных палат.
К его исключительной компетенции относятся:
- определение приоритетных направлений деятельности Федеральной нотариальной палаты;
- избрание правления, президента и ревизионной комиссии;
- заслушивание отчетов правления, президента и ревизионной комиссии;
- рассмотрение споров и разногласий, возникших между отдельными региональными нотариальными палатами;
- определение размера членских взносов и других платежей;
- прием в члены Федеральной нотариальной палаты;
- внесение изменений и дополнений в устав;
- принятие решений о прекращении деятельности и ликвидации Федеральной нотариальной палаты.[18]

Нотариальные палаты субъектов РФ имеют равные права по созданию выборных органов ФНП и участию в их работе, в том числе, они могут обсуждать любые вопросы деятельности палаты, обращаться во все выборные органы, выдвигать своих кандидатов для избрания в исполнительные и контрольные органы Палаты. Они обязаны соблюдать Основы законодательства Российской Федерации о нотариате, закрепленные в них принципы создания и деятельности Федеральной нотариальной палаты, а также требования Устава Палаты. При голосовании каждый член Федеральной нотариальной палаты имеет один голос.

## Президенты
- 1994—1996 гг. — В. С. Репин[19]
- 1996—2001 гг. — А. И. Тихенко[20]
- 2001—2007 гг. — Е. Н. Клячин[21]
- 2007—2009 гг. — президент не определён[22][23]
- 2009—2014 гг. — М. И. Сазонова[24]
- С 2014 г. — К. А. Корсик[15][25]